# 天照皇大神社 (伊東市)
天照皇大神社（てんしょうこうたいじんじゃ）は、静岡県伊東市芝町にある神社。玖須美神社（くすみじんじゃ）とも通称される。

## 概要
伊東港の南方、佛現寺・伊東市役所・伊東小学校へと上がっていく道の途中を、南東へと曲がった先に鎮座している。
創建は不詳。天正16年（1588年）の棟札などから、歴代領主から庇護を受けていたことが分かる。
近隣の音無神社、竹の台熊野神社、静海八幡神社と共に、「玖須美四社巡り」を実施しており、竹の台熊野神社、静海八幡神社の御朱印は、当社で併せて得ることができる。
社叢は県の天然記念物に、本殿は市の有形文化財に、それぞれ指定されている。

## 祭神
- 天照皇大神

## 文化財
- 天照皇太神社 社叢 - 県指定天然記念物[4]。
- 天照皇大神社 本殿 - 市指定有形文化財（建造物）[5]。